# Antonio Geraldini
Antonio Geraldini, död 1488, var en italiensk humanist och poet. Han var i tjänst hos kungen av Neapel och tjänstgjorde som sådan som sändebud till flera hov, bland annat hoven i Frankrike och England. 